# Artère mésentérique inférieure
Pour les articles homonymes, voir artère mésentérique et IMA.
L'artère mésentérique inférieure (ou artère petite mésentérique) est une artère systémique impaire de l'abdomen vascularisant le côlon sigmoïde et le rectum.

## Origine
L'artère mésentérique inférieure nait de la face antérieure de l'aorte abdominale 3 à 4 cm au-dessus de la bifurcation de l'aorte au niveau des troisième et quatrième vertèbres lombaires.

## Trajet
L'artère mésentérique inférieure descend oblique vers la gauche en croisant la veine iliaque commune gauche et l'uretère gauche.
Elle vascularise le côlon gauche c'est-à-dire le 1/3 gauche du côlon transverse, le côlon descendant, le côlon sigmoïde et une grande partie du rectum via l'artère rectale supérieure.

## Branches collatérales
L'artère mésentérique inférieure donne  
- l'artère colique gauche qui monte vers l'angle colique gauche et vascularise le tiers gauche du côlon transverse et le colon descendant,
- deux à cinq artères sigmoïdiennes qui vascularisent le côlon sigmoïde,

- l'artère rectale supérieure est la portion terminale de l'artère et  l'artère principale de vascularisation du rectum.